# 腾格里信仰

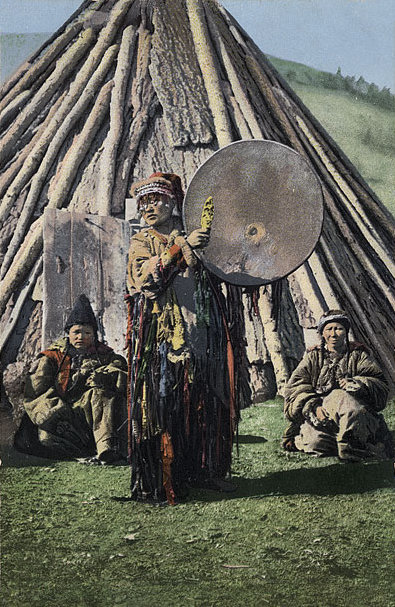
绘有哈卡斯族萨满的俄国明信片

腾格里信仰是突厥人、蒙古人、匈人和匈奴等中亚游牧民族的传统信仰，带有萨满教、泛灵信仰、图腾崇拜和祖先崇拜色彩。腾格里信仰以一神论思想为主，崇拜中心神灵腾格里（突厥语：𐱅𐰭𐰼𐰃‬ ẗŋr̈y→täŋri、täŋäri或täŋiri；保加利亞語： Tangra；蒙古语： Tngri；達斡爾語：tangar /təŋgər/；哈萨克语：تاڭىر  Тәңір 回鶻語： /tängri/；維吾爾語：تەڭرى tengri）。后由于受到佛教、印度教等影响，腾格里被加上各种称呼，分裂成为众多神灵，17世纪后甚至出现“九十九腾格里”的说法，有学者因而称之为“一神论和多神论的结合”。在欧洲，可萨人、保加尔人、马扎尔人和阿瓦尔人也曾信仰腾格里。腾格里信仰也是历史上突厥汗国、西突厥汗国、旧大保加利亚和保加利亚第一帝国的主要宗教。
“腾格里”一词最早出于匈奴，在中国古代典籍中，写作“撑犁”。“腾格里”，是古代中亚游牧民族对于天的称呼，与突厥同族的敕勒发展出了“苍天”（Koke Tengri；蒙古语：Khukh Tengri）的概念，而蒙古人将蒙哥·腾格里（突厥语：Mangu Tangri；蒙古语：Mongke Tangri，汉语译作长生天）作为最高信仰。现代土耳其语也称腾格里信仰为“Göktanrı dini”，意为“天神教”，语源是蒙古语的“Khukh Tengri”，即“苍天”。
腾格里信仰认为人的存在由“长生天”腾格里和大地母亲Umay维持，人需要诚实、有敬畏心地生活以调和自己的世界，并使自身的灵魂变得更为完美。
腾格里信仰在其各信众部族中逐渐被伊斯兰教、藏传佛教、摩尼教和基督教等强势宗教取代，但自20世纪90年代起苏联解体起，中亚新建立的突厥语族共和国又开始重新推崇这种传统信仰，在俄罗斯西伯利亚的萨哈共和国、鞑靼斯坦共和国、布里亚特共和国和图瓦共和国等地也有复苏迹象，但不与既有信仰冲突。吉尔吉斯共和国的前政府成员達斯坦·薩里古洛夫成立了“腾格里军”（Tengir Ordo），旨在宣传腾格里信仰的传统价值；他还领导有一个声称有50万名信众的腾格里社群，支持国际腾格里信仰的研究。
蒙古薩滿信仰（蒙古语： Böö mörgöl）以腾格里信仰为核心，也常常被直接称为“腾格里信仰”或“腾格里教”（Tengrism）。

### 书目
- Brent, Peter. . London: Book Club Associates. 1976.
- Richtsfeld, Bruno J. .  9. 2004: 225–274.